# State Parks in Michigan
Dies ist die Liste der State Parks im US-Bundesstaat Michigan. Sie werden vom Michigan Department of Natural Resources jurisdiction betrieben, der zudem 14 State Harbors an den Großen Seen unterhält.

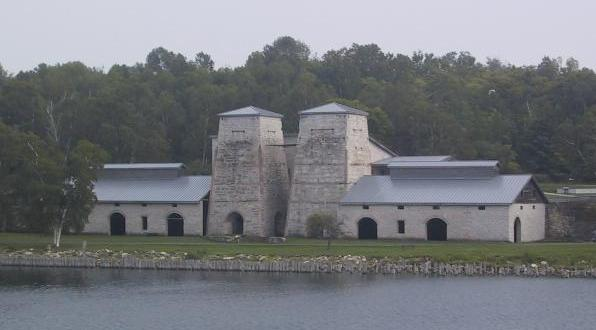
Fayette Historic State Park

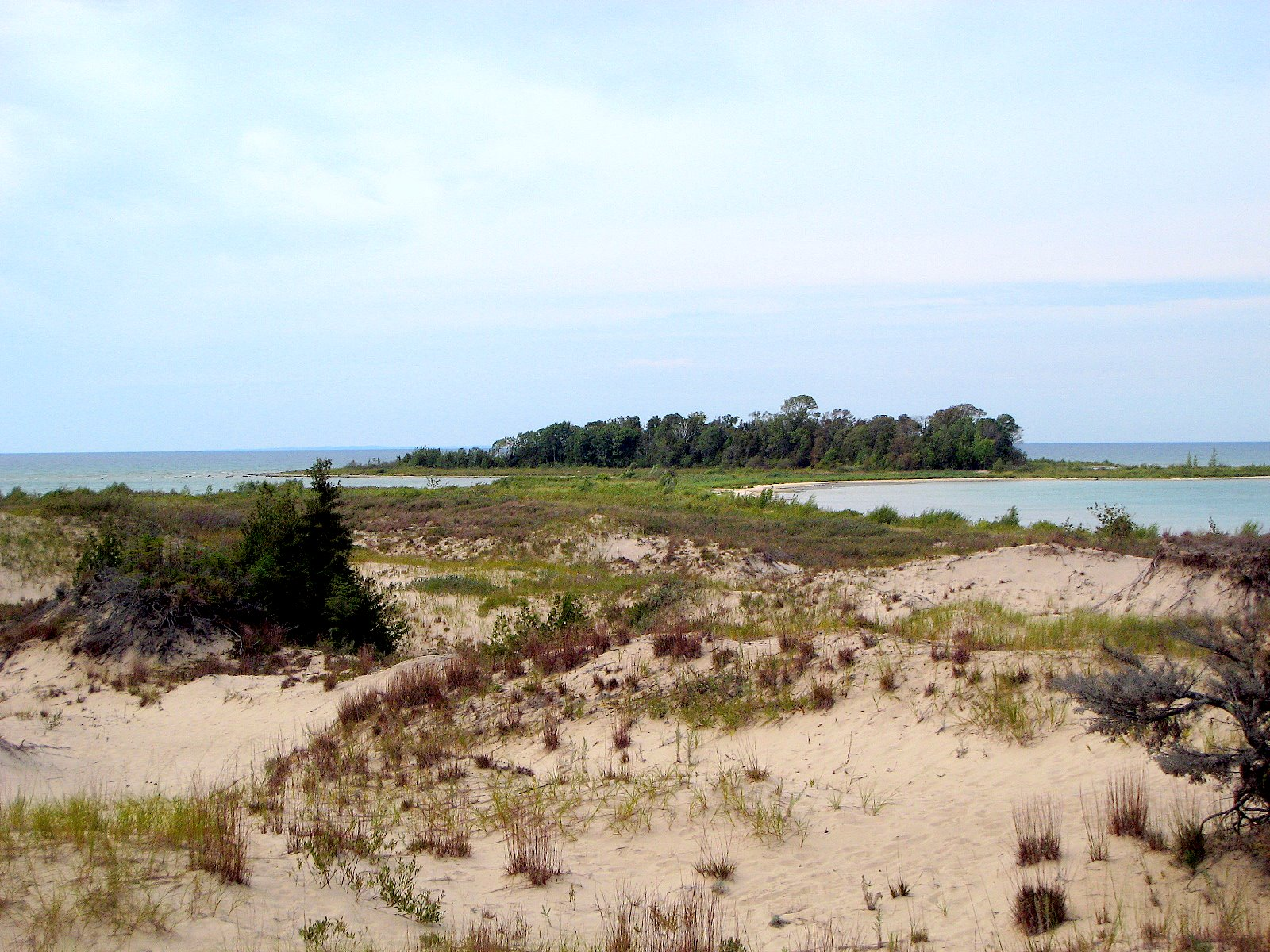
Fisherman's Island State Park

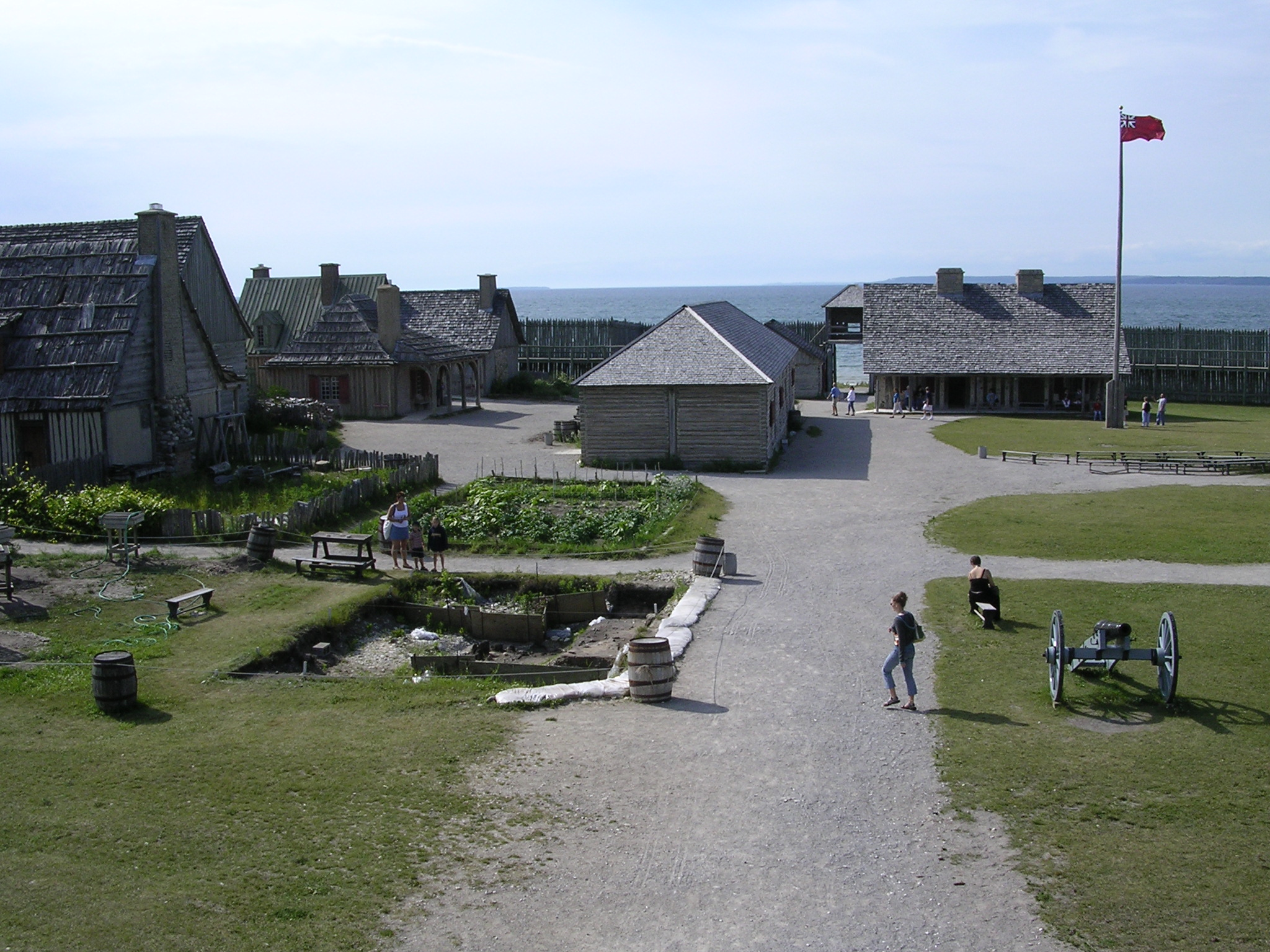
Fort Mackinac Historic Park

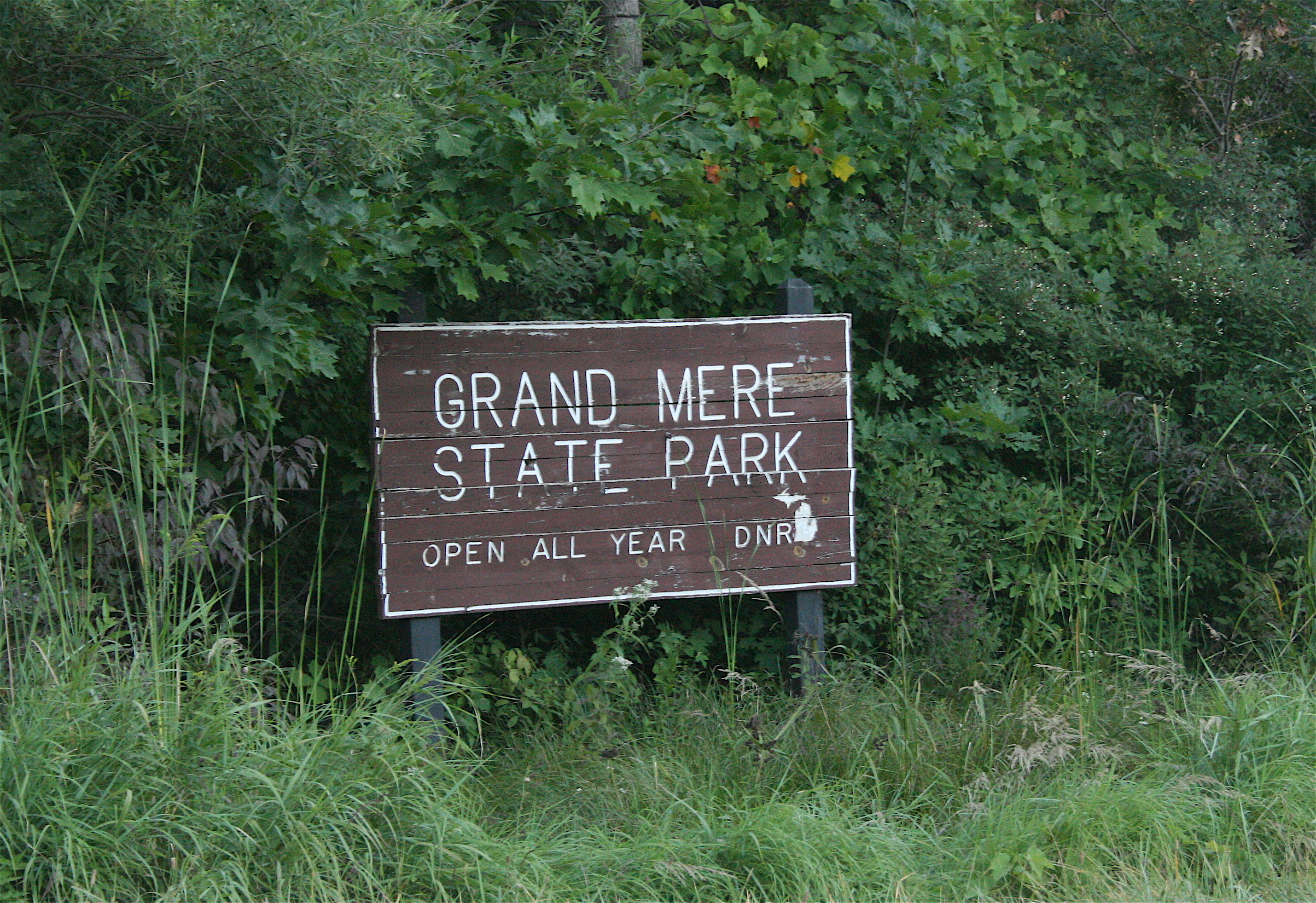
Grand Mere State Park

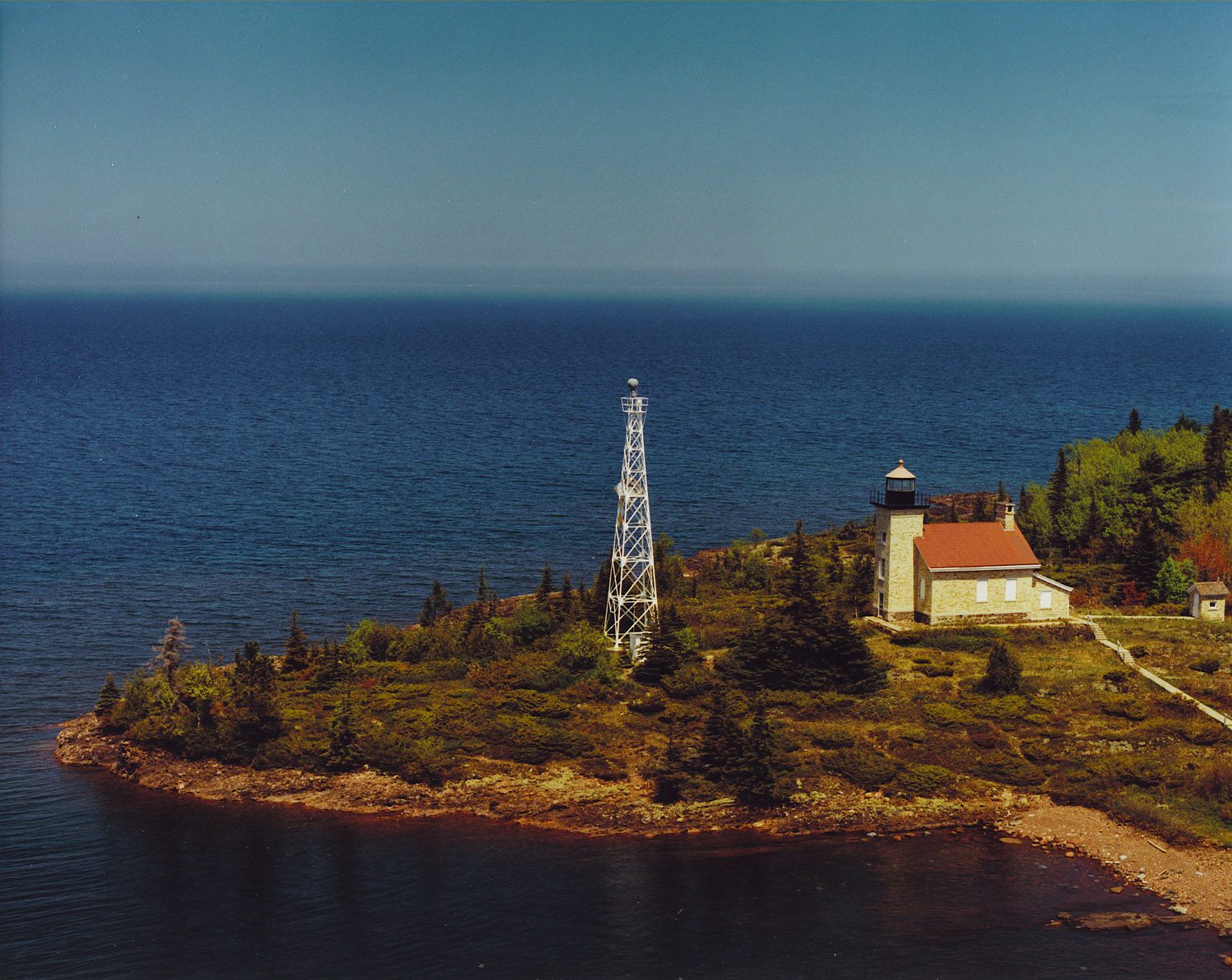
Fort Wilkins Historic State Park

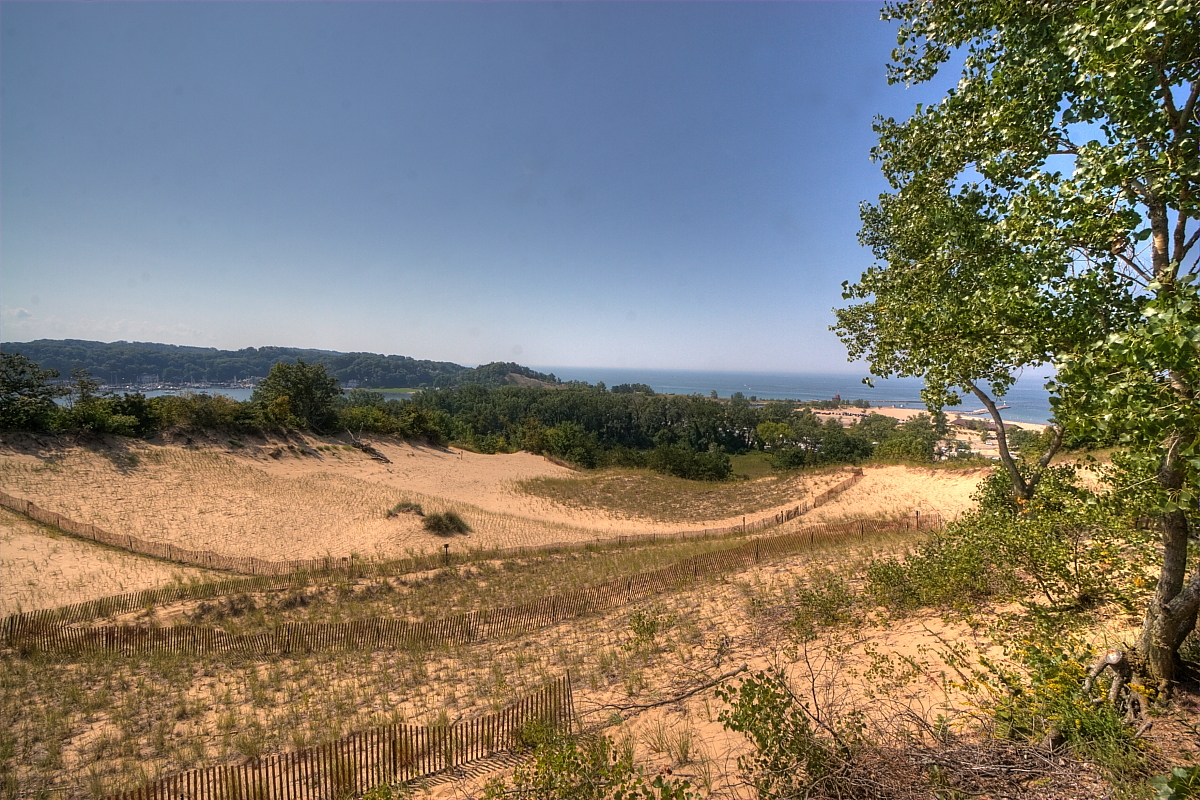
Holland State Park

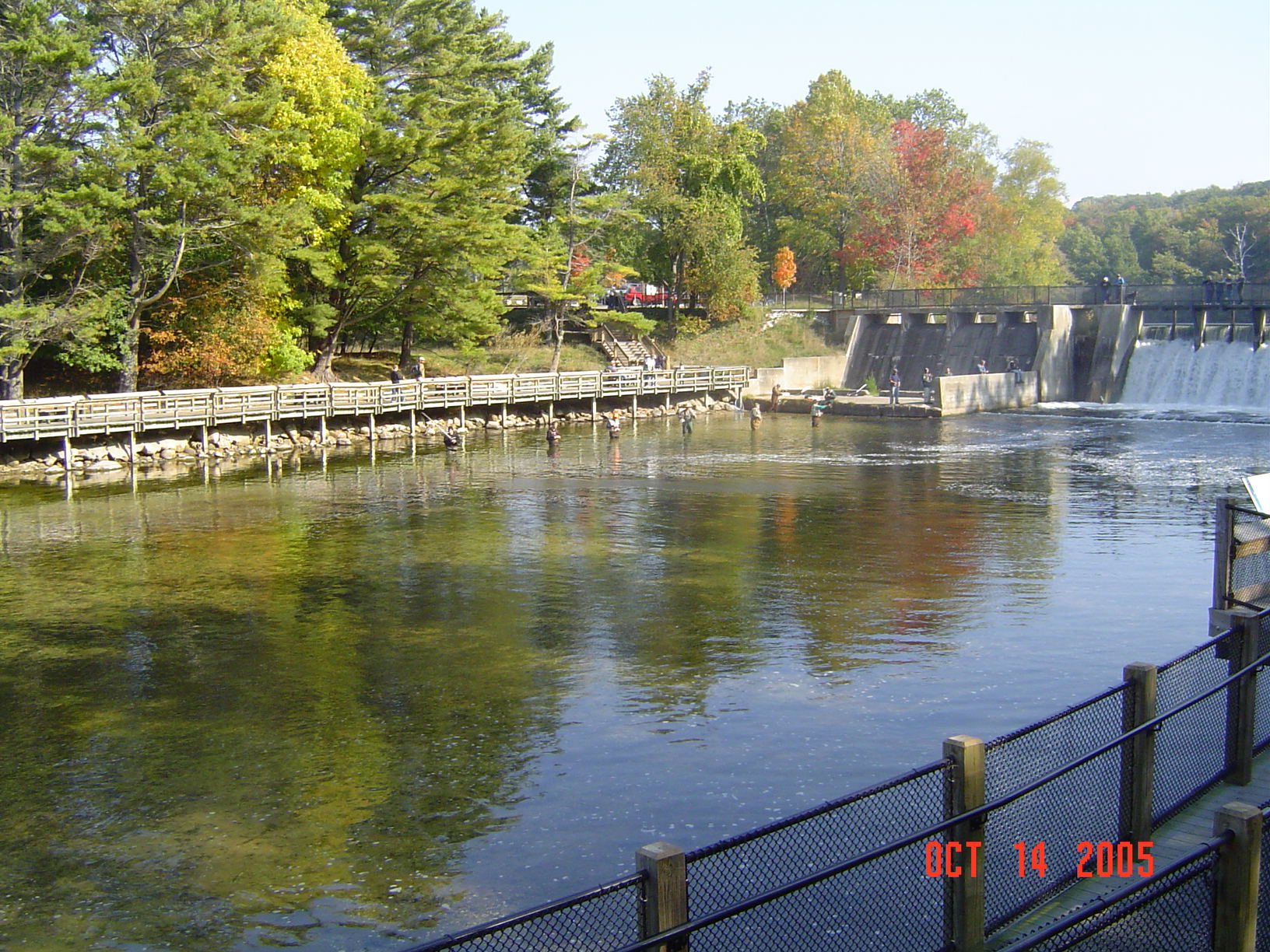
Ludington State Park

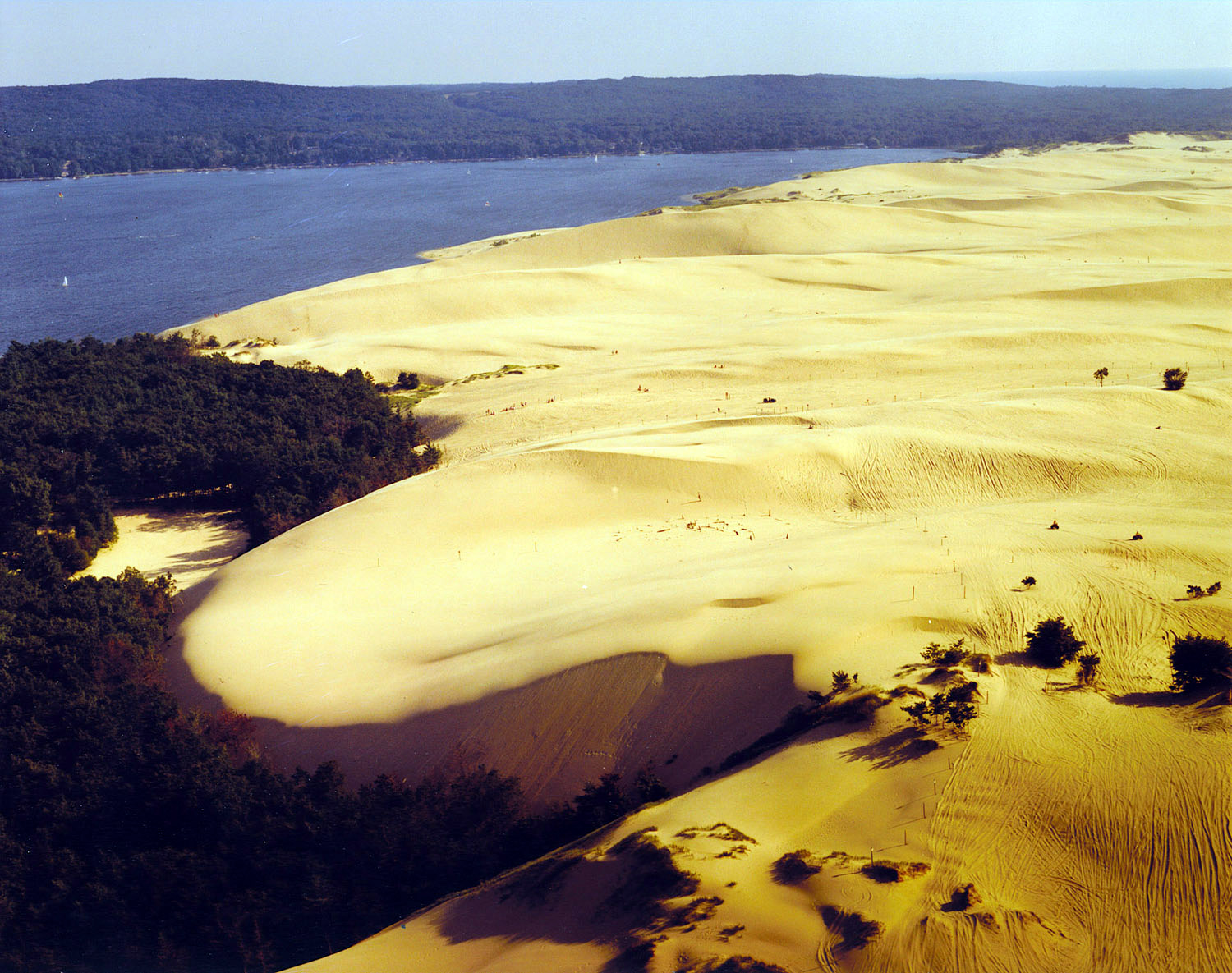
Silver Lake State Park

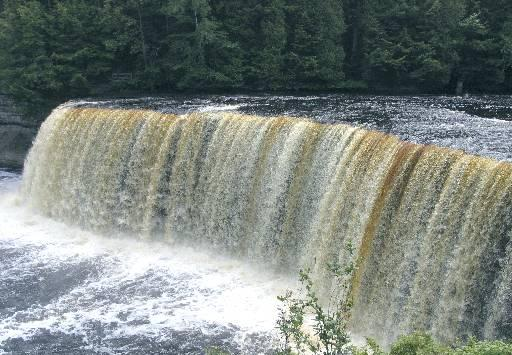
Tahquamenon Falls State Park

## State Parks
- Algonac State Park
- Aloha State Park
- Baraga State Park
- Bewabic State Park
- Brimley State Park
- Burt Lake State Park
- Cambridge Junction Historic State Park
- Cheboygan State Park
- Clear Lake State Park
- Coldwater Lake State Park
- Colonial Michilimackinac Historic State Park und Old Mackinac Point Lighthouse
- Craig Lake State Park
- Dodge #4 State Park
- Duck Lake State Park
- Fayette Historic State Park
- Fisherman's Island State Park
- Fort Wilkins Historic State Park
- Grand Haven State Park
- Grand Mere State Park
- Harrisville State Park
- Hart-Montague Trail State Park
- Hartwick Pines State Park
- Hayes State Park
- Historic Mill Creek State Park
- Hoeft State Park (P.H. Hoeft)
- Hoffmaster State Park (P.J. Hoffmaster)
- Holland State Park
- Indian Lake State Park
- Interlochen State Park
- Kal-Haven Trail State Park
- Lake Gogebic State Park
- Lakelands Trail State Park
- Lakeport State Park
- Leelanau State Park
- Ludington State Park
- Mackinac Island State Park und Fort Mackinac Historic Park
- Maybury State Park
- McLain State Park (F.J. McLain)
- Mears State Park
- Meridian-Baseline State Park
- Mitchell State Park
- Muskallonge Lake State Park
- Muskegon State Park
- Negwegon State Park
- Newaygo State Park
- North Higgins Lake State Park
- Onaway State Park
- Orchard Beach State Park
- Otsego Lake State Park
- Palms Book State Park
- Petoskey State Park
- Porcupine Mountains State Park
- Port Crescent State Park
- Sanilac Petroglyphs Historic State Park
- Saugatuck Dunes State Park
- Seven Lakes State Park
- Silver Lake State Park
- Sleeper State Park
- Sleepy Hollow State Park
- South Higgins Lake State Park
- Sterling State Park
- Straits State Park
- Tahquamenon Falls State Park
- Tawas Point State Park
- Thompson's Harbor State Park
- Traverse City State Park
- Tri-Centennial State Park and Harbor
- Twin Lakes State Park
- Van Buren State Park
- Van Buren Trail State Park
- Van Riper State Park
- Warren Dunes State Park
- Warren Woods State Park
- Wells State Park
- White Pine Trail State Park
- Wilderness State Park
- Wilson State Park
- Young State Park

## Recreation Areas
- Bald Mountain Recreation Area
- Bass River Recreation Area
- Bay City Recreation Area
- Brighton Recreation Area
- Fort Custer Recreation Area
- Highland Recreation Area
- Holly Recreation Area
- Ionia State Recreation Area
- Island Lake Recreation Area
- Lake Hudson Recreation Area
- Metamora-Hadley Recreation Area
- Ortonville Recreation Area
- Pinckney Recreation Area
- Pontiac Lake Recreation Area
- Proud Lake State Recreation Area
- Rifle River Recreation Area
- Waterloo Recreation Area
- Wetzel State Recreation Area
- Yankee Springs Recreation Area

## State Forests
- Au Sable State Forest
- Copper Country State Forest
- Escanaba River State Forest
- Lake Superior State Forest
- Mackinaw State Forest
- Pere Marquette State Forest

## Andere
- Agate Falls Scenic Site
- Bond Falls Scenic Site
- Father Marquette National Memorial – ein National Memorial unter Verwaltung des Bundesstaats
- Laughing Whitefish Falls Scenic Site
- Ralph A. MacMullan Conference Center
- Sturgeon Point Scenic Site
- Wagner Falls Scenic Site